# High kick! - Jjarb-eun dari-ui yeokseup
High kick! - Jjarb-eun dari-ui yeokseup (하이킥! - 짧은 다리의 역습?, lett. Calcio alto! - Il contrattacco delle gambe corte; titolo internazionale High Kick! Revenge of the Short Legged) è una serie televisiva sudcoreana trasmessa su MBC dal 19 settembre 2011 al 29 marzo 2012.

## Trama
Ahn Nae-sang, capostipite della famiglia Ahn, viene frodato da un socio in affari che ruba il denaro della compagnia e scappa, lasciando una montagna di debiti e un'orda di creditori arrabbiati. Di fronte alla prospettiva di finire in prigione, Nae-sang prende in tutta fretta la moglie Yoon Yoo-sun e i due figli, e scappa in campagna per vivere con uno zio; l'uomo è però morto e ha venduto la propria abitazione, e così la famiglia si ritrova in bancarotta e senza un posto dove stare, finché non viene accolta dai due fratelli minori di Yoo-sun, Kye-sang e Ji-seok, e la serie segue gli eventi della loro convivenza.

## Personaggi
- Ahn Nae-sang, interpretato da Ahn Nae-sang
- Yoon Yoo-sun, interpretata da Yoon Yoo-sun
Moglie di Nae-sang.
- Yoon Kye-sang, interpretato da Yoon Kye-sang e Lee Tae-woo (da bambino)
Fratello minore di Yoo-sun, medico.
- Yoon Ji-seok, interpretato da Seo Ji-seok
Fratello minore di Yoo-sun, insegnante di ginnastica al liceo. Ha una cotta per Ha-sun.
- Ahn Jong-suk, interpretato da Lee Jong-suk
Figlio di Nae-sang e Yoo-sun, ha un rapporto conflittuale con la sorella Soo-jung. Stella nell'hockey su ghiaccio, lentamente s'innamora della compagna di classe e vicina di casa Ji-won.
- Ahn Soo-jung, interpretata da Krystal Jung
Figlia di Nae-sang e Yoo-sun, è costretta a tornare in Corea perché la sua famiglia non può più permettersi di farla studiare a Los Angeles.
- Kim Ji-won, interpretata da Kim Ji-won e Kim Hyun-soo (da bambina)
Cugina di Ha-sun.
- Park Ha-sun, interpretata da Park Ha-sun
Insegnante di coreano al liceo.
- Baek Jin-hee, interpretata da Baek Jin-hee
Amica di Ha-sun.
- Julien, interpretato da Julien Kang
Insegnante di inglese al liceo, vive con Ha-sun.
- Park Ji-sun, interpretata da Park Ji-sun
Insegnante di inglese al liceo.
- Yoon Gun, interpretato da Yoon Gun
Insegnante di musica al liceo.
- Hong Soon-chang, interpretato da Hong Soon-chang
Vice preside del liceo.
- Kang Seung-yoon, interpretato da Kang Seung-yoon
Il miglior amico di Jong-suk.
- Go Young-wook, interpretato da Go Young-wook
- Lee Jeok, interpretato da Lee Juck

## Riconoscimenti
| Anno | Premio                   | Categoria                                                    | Ricevente     | Risultato       |
| ---- | ------------------------ | ------------------------------------------------------------ | ------------- | --------------- |
| 2011 | MBC Entertainment Awards | Premio alla massima eccellenza in una sitcom/commedia, donna | Yoon Yoo-sun  | Vincitore/trice |
| 2011 | MBC Entertainment Awards | Premio all'eccellenza in una sitcom/commedia, uomo           | Yoon Kye-sang | Vincitore/trice |
| 2011 | MBC Entertainment Awards | Premio all'eccellenza in una sitcom/commedia, donna          | Park Ha-sun   | Vincitore/trice |
| 2011 | MBC Entertainment Awards | Premio nuovo arrivato in una sitcom/commedia, uomo           | Go Young-wook | Vincitore/trice |
| 2011 | MBC Entertainment Awards | Premio popolarità in una sitcom/commedia                     | Ahn Nae-sang  | Vincitore/trice |
| 2011 | MBC Entertainment Awards | Premio popolarità in una sitcom/commedia                     | Baek Jin-hee  | Vincitore/trice |
| 2012 | Baeksang Arts Awards     | Miglior personalità televisiva donna                         | Park Ha-sun   | Vincitore/trice |